# Colian

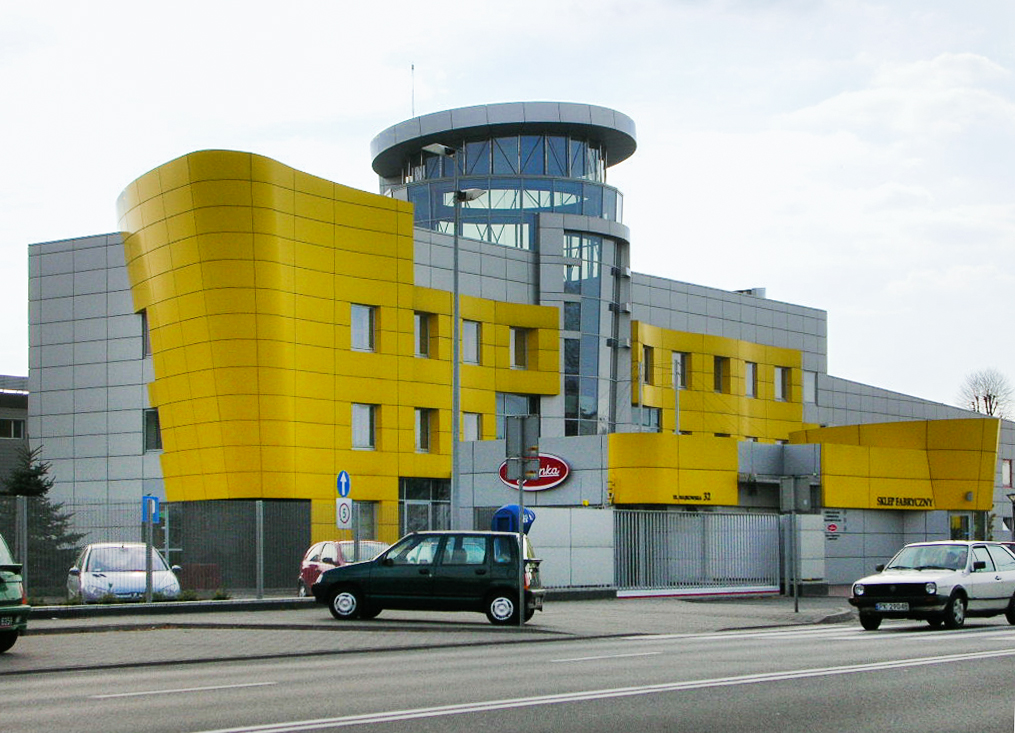
Colian Kalisz, dawna Fabryka Pieczywa Cukierniczego „Kaliszanka”

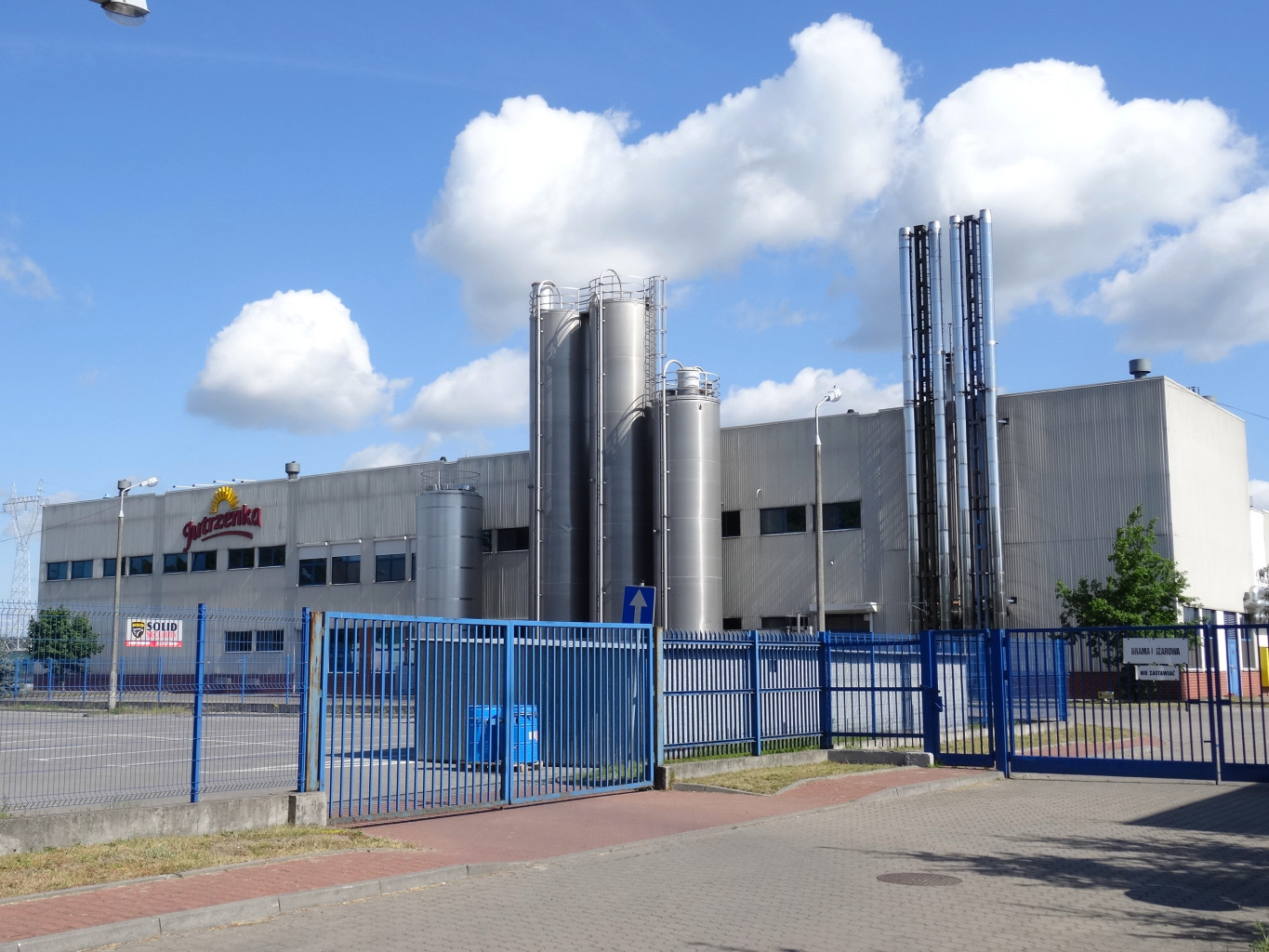
Colian Bydgoszcz, dawne Zakłady Przemysłu Cukierniczego „Jutrzenka”

Colian Holding sp. z o.o. (od 2008 do 2011: Jutrzenka Holding S.A.) – grupa kapitałowa przedsiębiorstw głównie z sektora spożywczego, kontrolowana przez Jana Kolańskiego. Siedzibą jednostki dominującej jest Opatówek koło Kalisza.

## Charakterystyka
Colian Holding S.A. jest wiodącym przedsiębiorstwem z polskim kapitałem na rynku słodyczy, konkurującym z międzynarodowymi koncernami. Specjalizuje się w produkcji, dystrybucji i sprzedaży artykułów spożywczych w branży cukierniczej, napojów i przypraw. W skład grupy wchodzą spółki: Colian sp. z o.o., producent markowych artykułów spożywczych, i Colian Logistic sp. z o.o., zajmująca się magazynowaniem i dystrybucją produktów. Przedsiębiorstwo posiada centrum dystrybucyjne w Kostrzynie. Oferuje produkty pod markami: Goplana, Solidarność, Jutrzenka, Grześki, Familijne, Jeżyki, Akuku!, Hellena, Appetita oraz Siesta.
Przedsiębiorstwo wdrożyło systemy zarządzania jakością: ISO 9001, ISO 14001, HACCP, International Food Standard, BRC (British Retail Consortium), certyfikaty na rynki wschodnie (Ukraina, Białoruś, Rosja).
Colian Holding posiada zakłady produkcyjne w:
- Bydgoszczy – dawne Zakłady Przemysłu Cukierniczego „Jutrzenka”
- Kaliszu – dawna Fabryka Pieczywa Cukierniczego „Kaliszanka”
- Lublinie – dawna Fabryka Cukiernicza „Solidarność”
- Opatówku – dawna Fabryka Napojów „Hellena”
- Poznaniu – dawne Zakłady Przemysłu Cukierniczego „Goplana”
- Wykrotach – fabryka przypraw.

## Marki i produkty

### Słodycze
- Jutrzenka – ciastka i wafle „Familijne”, herbatniki „Petit Beurre” i „Be Be”, herbatniki maślane „Elitki”, żelki „Miśki”, żelki „Akuku !”, draże, bakalie, rodzynki, wiśnie, orzechy, migdały w czekoladzie, kamyki orzechowe, wafle o różnych smakach[5].
- Goplana – wafle „Grześki”, ciastka w czekoladzie „Jeżyki”, czekolady, galaretki w czekoladzie „Mella”, „Rajskie Mleczko”, toffino, torciki o różnych smakach, landrynki, draże miętowe[5].
- Solidarność – bomboniery, czekoladki, kartoniki, śliwki („Śliwka Nałęczowska”), wiśnie i orzechy w czekoladzie, galaretki z nadzieniem, praliny, trufle, krówki, galaretki w czekoladzie, cukierki[5].
- Elizabeth Shaw Limited (od 2016) – wyroby czekoladowe.
- Lily O’Brien’s (od 2018) – wyroby czekoladowe.

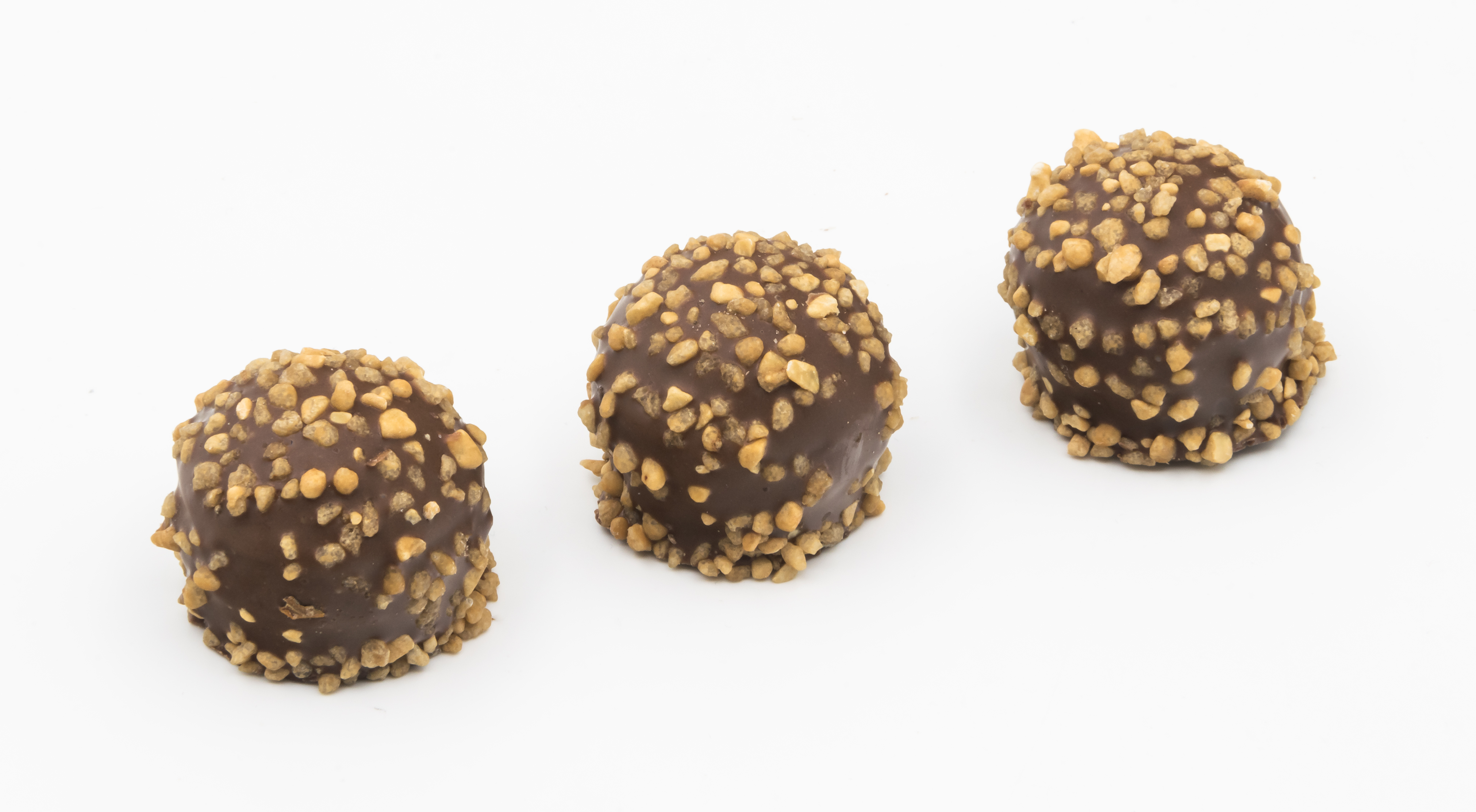
Pralinki Jeżyki
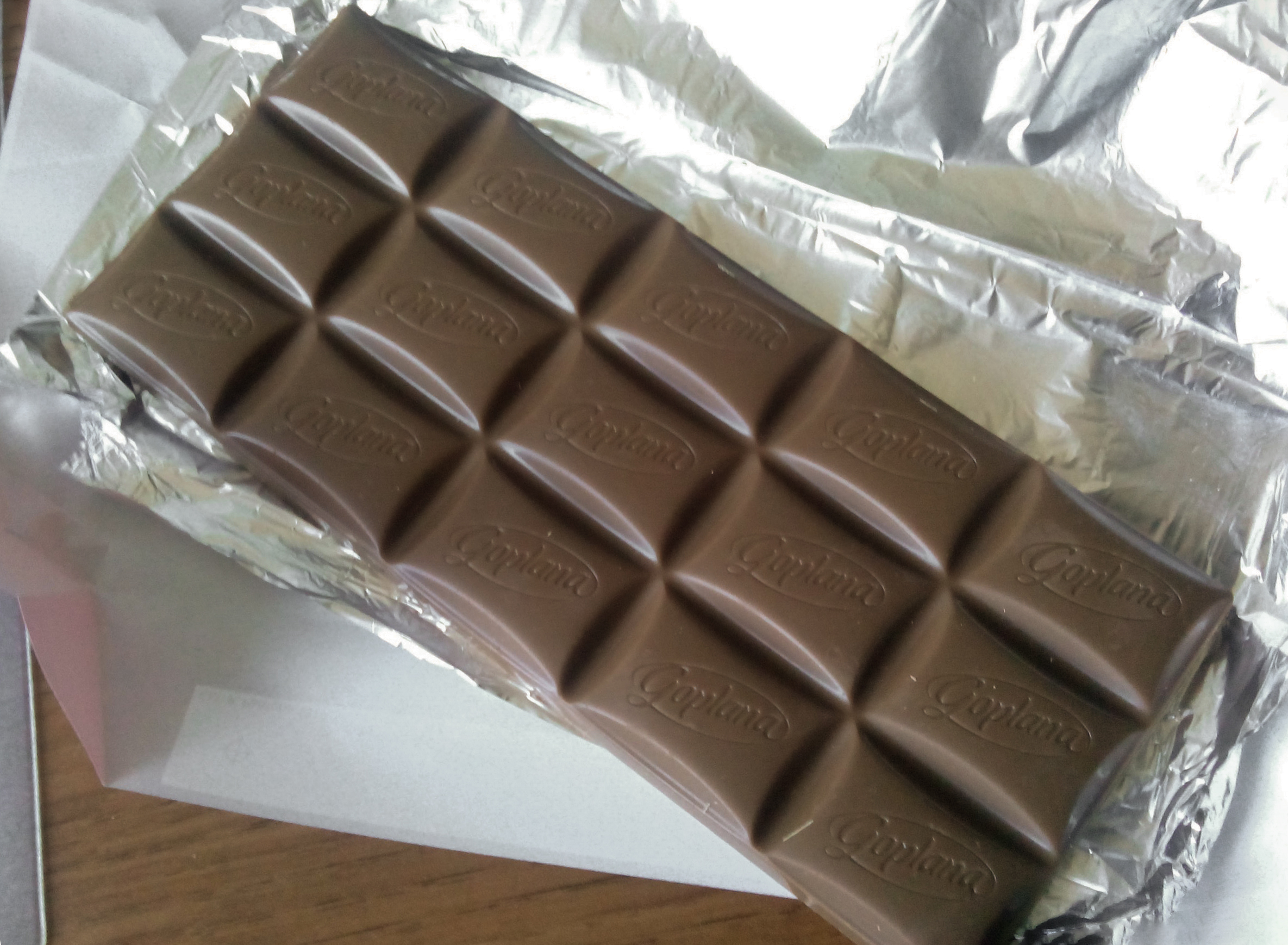
Czekolada Goplana
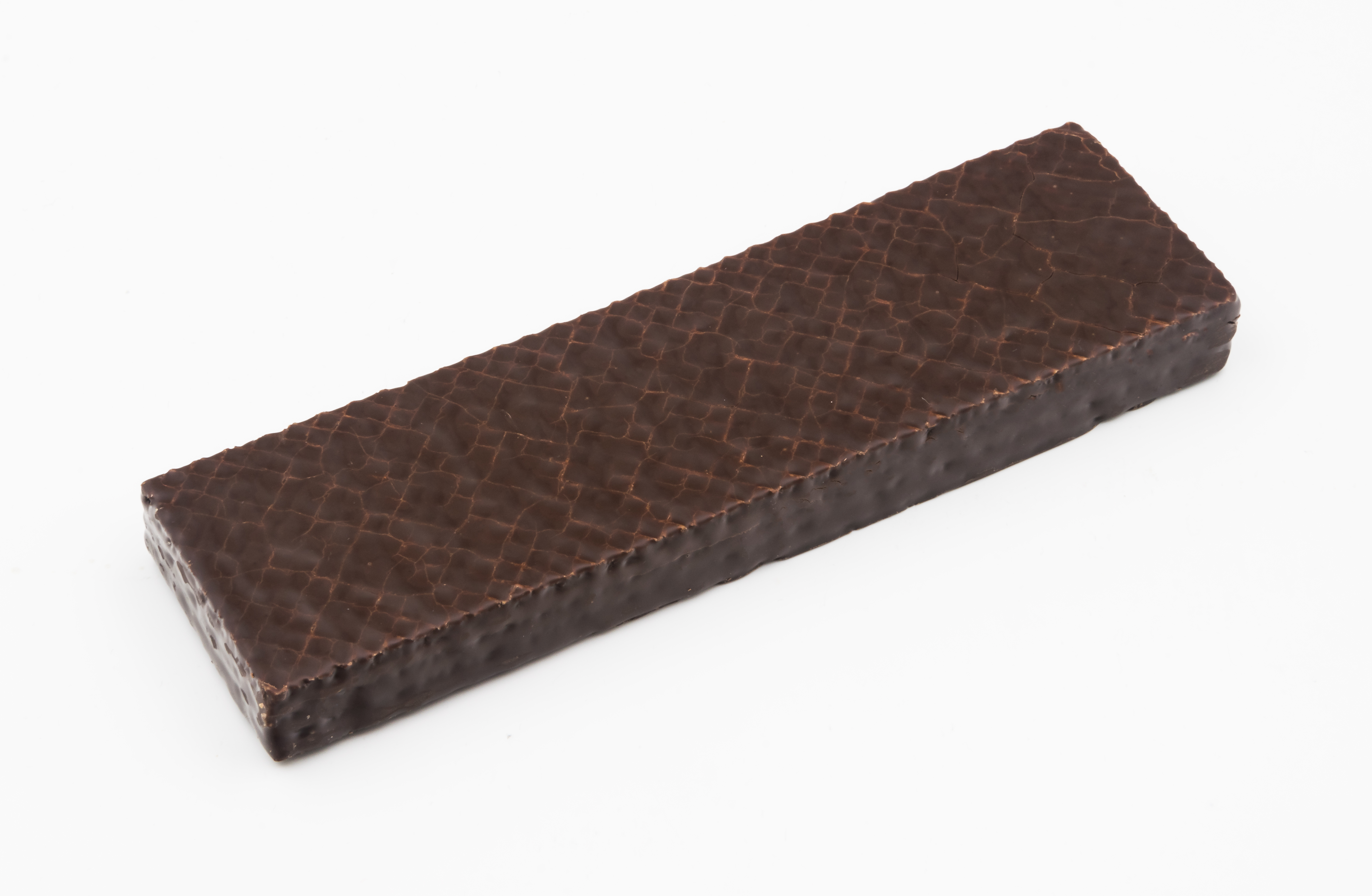
Wafel Grześki w czekoladzie

### Napoje
- Hellena – oranżady, toniki, napoje gazowane i niegazowane.

### Kulinarne
- Appetita – przyprawy, mieszanki przyprawowe, panierki, dodatki cukiernicze, dodatki do grilla.
- Siesta – bakalie, pestki, orzechy, przekąski, popcorn.

## Historia
Początki przedsiębiorstwa sięgają roku 1990, kiedy Jan Kolański założył firmę Ziołopex w Piątku Wielkim zajmującą się produkcją ziół i przypraw na rynek krajowy. W 2002 zbudowano fabrykę w Wykrotach produkującą przyprawy marki Appetita.
W 2001 Jan Kolański został członkiem rady nadzorczej Przedsiębiorstwa Cukierniczego „Jutrzenka” S.A. (zał. 1920) w Bydgoszczy (notowanego na Giełdzie Papierów Wartościowych w Warszawie), a w 2003 – po wykupie większościowego pakietu akcji – prezesem spółki. W 2004 bydgoska Jutrzenka wykupiła od koncernu Nestlé fabrykę i markę Goplana w Poznaniu (zał. 1912), a w 2005 Fabrykę Pieczywa Cukierniczego Kaliszanka (zał. 1892) z marką wafli „Grześki”. Z kolei w 2007 własnością Jutrzenki S.A. stała się marka napojów Hellena z fabryką w Opatówku koło Kalisza.
W 2008 roku nastąpiła konsolidacja działalności grupy kapitałowej opartej na spółce giełdowej Jutrzenka Holding SA. Siedzibę przeniesiono z Bydgoszczy do Opatówka. W ramach holdingu wyodrębniono spółkę Jutrzenka Colian, która obejmowała marki handlowe: Jeżyki, Familijne, Akuku!, Mella, Goplana, Grześki, Appetita, Hellena i Siesta, skoncentrowane na rynku słodyczy, kulinariów i napojów. W 2009 uruchomiono centrum dystrybucyjne w Kostrzynie. W tym czasie grupa Jutrzenka była pod względem udziału w rynku w czołówce polskich producentów słodyczy, przypraw i napojów.
W 2011 rozpoczęła działalność spółka Colian Developer (pierwsze grunty zakupiono w 2009). 22 czerwca 2011 akcjonariusze Jutrzenka Holding zdecydowali o zmianie firmy spółki na Colian ze spółkami zależnymi: Jutrzenka Colian sp. z o.o. oraz Colian Logistic sp. z o.o. W 2013 grupa przejęła markę i Fabrykę Cukierniczą „Solidarność” w Lublinie (zał. 1952), a w 2014 zmieniła nazwę na Colian Holding S.A. ze spółkami zależnymi: Colian sp. z o.o. oraz Colian Logistic sp. z o.o.
19 września 2014 rozbudowano zakład produkcyjny w Bydgoszczy w dzielnicy Osowa Góra, gdzie skonsolidowano całą bydgoską produkcję słodyczy, wcześniej prowadzoną w kilku zakładach w Śródmieściu. Obiekt zbudowano kosztem 60 mln zł z udziałem 23 mln zł funduszy Unii Europejskiej z Programu Operacyjnego Innowacyjna Gospodarka.
W 2016 Colian przejął brytyjską spółkę Elizabeth Shaw, a w 2018 irlandzkie przedsiębiorstwo Lily O'Brien's.
We wrześniu 2024 roku Colian tymczasowo wstrzymał produkcję oranżady Hellena, żeby móc dostarczyć wodę pitną powodzianom.